# Turricaspia borceana
Turricaspia borceana is een slakkensoort uit de familie van de Hydrobiidae. De wetenschappelijke naam van de soort is voor het eerst geldig gepubliceerd in 1966 door Golikov & Starobogatov.